# Macintosh Classic
Macintosh Classic（マッキントッシュ・クラシック）は、Appleのパーソナルコンピュータの一機種。1990年10月14日に発表され、Macintoshとしては1000ドルを切る初の製品だった。この形状のパソコンとしてはMacintosh Plus、Macintosh SEの後継機に当たる。構成も良く似ており、9インチ (23 cm)で白黒のCRT、512×342 ピクセルの解像度、最大搭載可能メモリは4 MBだった。新しい技術は極力盛り込まず、例えばCPUは新型のMC68010にせず、メモリ最大搭載量も増やさず、カラーディスプレイにもせず、低い定価とすることに重点を置いた。Macintosh Plusから改善された点もある。速度が25%向上し、SuperDriveと呼ばれる3.5インチのフロッピーディスクが搭載された。これらの結果、Appleのローエンド機の座を取って替わることになった。
Macintosh Classicは、1984年にジェリー・マノックとテリー・オヤマが設計したMacintosh 128Kから始まりSEへと受け継がれてきたデザインを踏襲していた。Appleは999ドルと1499ドルの2機種を用意した。当初の評論家の評価はさまざまだった。旧式のプロセッサーを使い、拡張スロットが少ないことには批判が多かった。批判的な人からは、Macintosh Classicが役に立つのはせいぜいワープロ、表計算、データベースとしてぐらいだろうという意見が多かった。一方で、低価格であったため、特に教育用パソコンとして人気があった。後継機種であるMacintosh Classic IIの発売後も、1992年に生産中止になるまで売れ続けた。

## 歴史

### 背景
Appleの共同創設者の一人、スティーブ・ジョブズが1985年にAppleを去った後、製品開発はAppleフランスの前マネージャージャン＝ルイ・ガセーに委ねられた。ガセーの方針は「開放性」すなわち拡張性であり、それはすなわち高価格路線だった。ガセーは、Macintoshは低価格路線を取るべきではないと主張し、販売台数が少なくても高い利益が得られる高性能機種を投入することが結局は利益に繋がるのだということを、重役たちにグラフをもって示した。さらに「粗利益が55パーセントを割っては意味がない（"fifty-five or die"）」とも主張した。
元々、初代Macintosh（128K、1984年）は1000ドル程度となるはずだったが、実際には2495ドルで販売された。その後も高価格路線は続いた。後継のMacintosh Plus（1986年）こそわずかな値上がりの2599ドルだったが、Macintosh SE（1987年）は2900ドルと3900ドルの2機種、Macintosh II（1987年）はオプション無しでも5500ドルで販売された。さらにはMacintosh IIcx（1989年）が5369ドル、Macintosh IIciが6269ドル、Macintosh IIfx（1990年）が9900ドルだった。なお、これは本体価格であり、Apple Desktop Busキーボードとマウスは別売りで、高価だった。Macintosh IIはモニタも別売りで、AppleColor High-Resolution RGB Monitor（640x480）が999ドルであった。1980年代に売られていた唯一の低価格機種はMacintosh Plusであり、実勢価格は2000ドルほどだった。ところが、高級志向は結果として時代に逆行していた。1989年年末にはクリスマスシーズンであるにもかかわらず売り上げが減少に転じ、Appleの株価は四半期で20パーセントも減少した。
1990年、ガセーは辞職し、開発責任者の権限は数人に分けて継承された。もともとAppleには、低価格機種を投入することで市場占有率を向上させ、多様な価格帯の機種を用意して市場の需要に応えるべきだと考える技術者も多くいた。ガゼーの退社により、低価格機種の開発の動きが加速された。その結果、1000ドル程度の低価格パソコン、比較的低価格のカラーパソコン、企業向けの高級カラーパソコンの3つのグレードを用意することが決められた。これは後に、Macintosh Classic、Macintosh LC、Macintosh IIsiの3機種となった。

### 販売
MacWEEK誌の販売直前の1990年7月10日の記事によると、Appleは新しいパソコンに「Classic」の名をつけるため、ダイムラー・ベンツ社の子会社Modular Computer Systems Inc.に5年間分の代償の一部として100万ドルを支払ったと報じている。ただしその後は契約更新を行っていない。MacWEEK誌は販売前のMacintosh Classicのスペックについて、8メガヘルツ (MHz)のMC68000を搭載し、9インチのディスプレーで、価格が1500から2150ドルになるだろうと報じた。
1990年10月15日、AppleのCEO、ジョン・スカリーは記者会見でMacintosh Classicの販売を発表し、その価格は999ドルであると伝えた。それについて「新しい顧客を獲得するために既存機種の価格を下げるという手段は取らない。顧客が期待する最大の性能は価格であるということを踏まえ、我々はこのコンピュータの装置設計を根本から見直している」と説明している。投資家は、このAppleの新しい価格戦略で利益が減少するのではないかとの懸念を示した。Apple製品のマーケティング担当VPブロディー・キースト(Brodie Keast)は「我々は、より多くの人がMacintoshを手にすることができる方法を考えた。このため、製品の価格は可能な限り抑えたものにしている」と語っている。販売路線変更の影響により、Appleの株価は1990年10月12日から下がり始め、27.75ドルまで落ちた。これは過去12ヶ月の最高値50.37ドルから見ればほぼ半額であった。Macintosh Classicはヨーロッパや日本でも同時に販売が開始された。日本では東芝のダイナブックとほぼ同額の19万8千円（1,523ドル）というやや高めの価格となった。
AppleはClassicの製造販売体制作りに4000万ドルを投資したが、発売後は市場の製品要求に応えるのに苦労した。Appleは1990年、シンガポールとアイルランドのコークに工場を作ることで生産能力を2倍に引き上げ、そこでクラシックの製造をしていたため、製品の輸送に普通なら船便を使うところ、納期を短縮するため航空便を利用せざるを得なかった。それでも販売店の需要に応えることができず、販売店はAppleの計画のまずさに不満を述べている。
Appleは、Macintosh ClassicとLCの販売開始の12ヶ月前に、スコラスティック・コーポレーションに製品情報を伝え、ソフトウェアの開発を行わせていた。スコラスティック社は1991年にこの新Macintoshのために16の新製品を販売している。スコラスティック社のピーター・ケルマンは、Classicが90年代の学校用パソコンとして売り上げを伸ばすと予測し、教育ソフトに力を入れた。Classicは学校向けには800ドルで販売され、教育ソフトが充実していることもあったので、売り上げを伸ばした。

## 特徴
最低価格機種のスペックは、1MBのメモリ、ハードディスク無しで999ドルだった。1499ドルのモデルは1MBの拡張メモリボード、40MBのハードディスクが付いていた。日本では、19万8000円(2MbytesRAM/ハードディスク無し)、29万8000円(2MbytesRAM/40Mbytesハードディスク)であった。ClassicになってMacintosh Plusよりも性能が上がった点もある。速度が25%向上し、Apple標準の3.5インチフロッピーディスクであるSuperDriveも付いていた。SuperDriveはApple標準フォーマットだけではなく、MS-DOS、OS/2、ProDOSといった他社フォーマットにも対応していた。CPUにモトローラのMC68000を使っている最後のMacintoshとなった。対応OSは、付属するSystem 6.0.7から7.5.5までであった。隠しROMがHierarchical File Systemとして使用されており、System 6.0.3.が搭載されていた。このSystem 6.0.3は、コマンドキー、オプションキー、X、O ( XO は Classic の開発コードネーム)の4つのキーを同時に押しながら電源を入れると起動することができた。一部の販売店では、Smartbundleと呼ばれるソフトを合わせて販売していた。さらに、別売り349ドルで、T/Maker社のワープロWriteNow、アシュトンテイト社の表計算ソフトFull Impact、データベースソフトRecordHolderPlus、Silicon Beach Software社のグラフィックソフトスーパーペイント2.0のセットが売られていた。
日本でのOSはMacintosh Classicと同時にリリースされた漢字Talk 6.0.7だが、ごく初期には前のバージョンが付いていた:50。漢字Talk6.0.7に付属の日本語入力モジュール(かな漢字変化)からインライン変換が実現された。

## デザイン

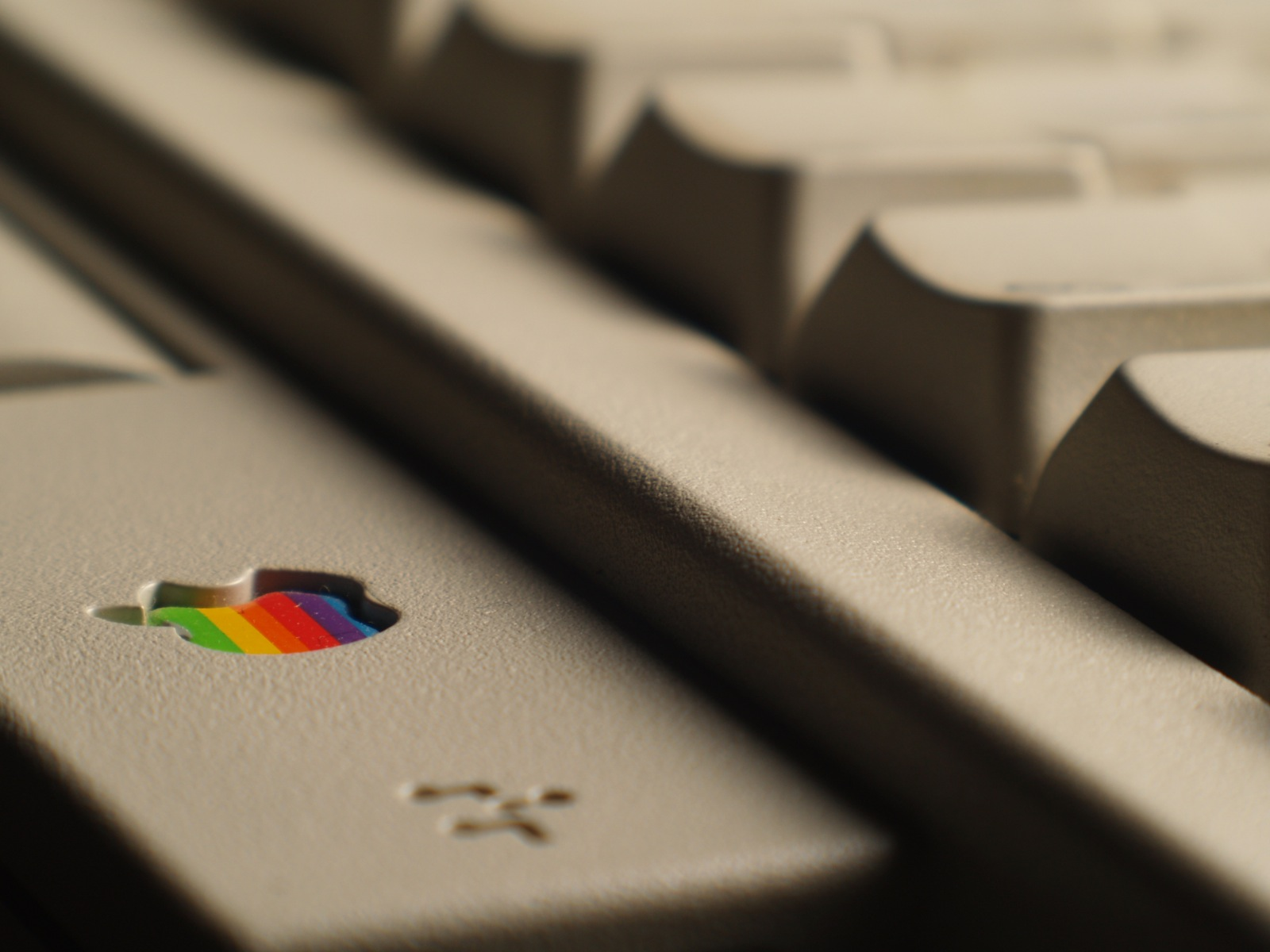
クラシック標準のキーボード、Apple Keyboard II

Macintosh Classicは、Macintosh SEに採用されていたSnow White design languageではなく（「Design language」とは統一性を保つためのデザインの仕様書）、Jerry Manockとテリー・オヤマによる旧式のMacintosh 128Kのデザインを取り入れている。SEから継承している外観上の唯一の特徴は、全面のフロッピードライブの穴に合わせて水平の窪みを付けていることだった。ただし下部の通気孔は、SEは正面も含めて鉛直方向の孔が並べられていたが、クラシックでは正面に通気孔は無く、側面下部に元の128Kを思わせる水平方向の孔が開けられている。
また、前面溝に付けられた曲率は、Macintosh LCやMacintosh IIsiと同じ50インチ (130 cm)とされた。画像輝度を調整するツマミは無くなり、ソフトウェアで調整するようになった。このデザインはその後も1990年代のApple製品で踏襲された。
ロジックボードはMacintosh SEのデザインを踏襲した。表面実装が採用されたため、SEの半分である9×5インチに小型化した。この小型化と拡張スロットの省略がコスト減に繋がった。当時のMacintoshはデスクトップパブリッシング（DTP）用で人気があったが、Classicは画面が小さく、外部モニタを繋ぐための正式なコネクタが無かったため、SCSIポートに大型モニタを繋ぎ、さらにはそれをデュアルモニターとして使っていたユーザーもいた。Classicの設計は、後継機種のClassic IIでもほぼそのまま踏襲され、従来のSE/30を置き換えた。

## 評価
一部の評論家は、Macintosh Classicのプロセッサー性能と拡張スロットが無い事を批判した。Home Office Computing誌のリザ・シェーファーは、Classicの使いやすさと低価格を評価したが、9インチモニタではUSレターサイズ（8.5×11インチ）の表示が収まらず、高度な画像処理やDTPで使う人は買わない方が良いと述べている。シェーファーはさらに「Classicは性能というよりもその印象に価値があるマシンであり、ワープロ、データベース、表計算用だろう」と述べている。PC Week誌はクラシックの低性能により批判的であり「7.8 MHzの速度はテキストや小規模なグラフィック編集には使えるが、パワーユーザーには向かないだろう。家庭用または限られた用途向けである」と述べている。PC User誌は「プロセッサーが遅く拡張スロットが無いため、低価格も台無しだ」と評価した。
MacWEEK誌は「Macintosh誕生から6年半にして登場した、Macintosh Plusを置き換える独創的で安価なマシンである」と評価した。ロバート・マッカーシーはElectronic Learningの1991年2月号で「この新しい低価格のMacintoshは教師、教育管理職員、ソフトウェア開発者に人気がある」、教育ソフトの開発販売会社MECCの教育分野担当部長スティーブ・タッフェはClassicを「すばらしいマシンだ。Macintoshであり、安価でもあるのだから。もはや誰でもMacintoshを持てるようになったのだ」と評価している。教育ソフト開発会社のスコラスティックはこのマシンがMS-DOS機より優れていることを確信しており「価格や能力はMS-DOS機と同程度である。しかし、Appleのマシンは快適さではるかに優れている」と評している。Appleの教育分野販売計画部長のスー・タリーはクラシックについて「教育には沢山のソフトウェアが必要だ。しかしカラーであることは重要じゃない」と述べ、研究室での著述用など、基礎的な技術用に最適だと言っている。ただし、Macintosh LCには付いていたカラーモニタ接続用の端子が無いと言う理由でクラシックを買わない学校もあった。

## 仕様
| 項目               | 仕様 |
| ------------------ | --- |
| ディスプレイ       | 9インチ (23 cm)で白黒のブラウン管ディスプレー、解像度512 × 342ピクセル。 |
| 内蔵記憶装置       | 3.5インチフロッピーディスクドライブ標準装置。オプションで40 MB SCSI ハードディスクドライブ。 |
| CPU                | 8 MHz MC68000 |
| バス               | 8 MHz |
| RAM                | 1 MB標準装備。オプションのRAMスロット拡張カードを使えば2または4 MBに拡張可能。拡張メモリは120 ns 30-pin SIMM。 |
| ROM                | 512 KB |
| ネットワーク       | AppleTalk |
| 内蔵電池           | 3.6 V リチウム電池 |
| 大きさ             | 奥行 13.2 in × 幅 9.7 in × 高さ 11.2 in (33.5 cm × 24.6 cm × 28.4 cm;) 16ポンド (7.26 kg) |
| 接続端子           | 1× ADB (キーボード, マウス用) 2× mini-DIN-8 RS-422 シリアルポート (プリンター、モデム、AppleTalk用) 1× DB-19 (外部フロッピードライブなど) 1× DB-25 SCSIコネクタ (外部ハードドライブ、スキャナなど) 1× 3.5 mm ヘッドフォン端子 |
| 拡張スロット       | なし |
| スピーカー         | 8-bit モノラル 22 kHz |
| ゲシュタルトコード | 17 (コンピュータ分類番号) |
| コードネーム       | XO |